# Rabel (Schleswig-Holstein)
Pour les articles homonymes, voir Rabel.
Rabel (en danois: Rabøl) est une commune de l'arrondissement de Schleswig-Flensbourg, Land de Schleswig-Holstein.

## Géographie
Située dans l'embouchure de la Schlei, elle est voisine de Kappeln à 4 km par la Bundesstraße 199.
La petite île de Flintholm, au sein de l'estuaire, fait partie de la commune.

## Histoire
La première mention écrite de Rabel date de 1519. Il y a alors deux villages côte à côte : Alt-Rabel et Neu-Rabel.

## Source, notes et références
- (de) Cet article est partiellement ou en totalité issu de l’article de Wikipédia en allemand intitulé « Rabel » (voir la liste des auteurs).